# Bahnhof Göppingen-Schlat
Der Bahnhof Göppingen-Schlat, ehemals Schlat (Württ) ist ein stillgelegter Bahnhof an der 1926 eröffneten Voralbbahn Göppingen–Boll (Streckenkilometer 5,74).

## Geschichte
Aufgrund topografischer und wirtschaftlicher Gründe ergab sich für den Bahnhof eine Entfernung von über 2 km vom Ort Schlat, was den Bewohnern somit einen langen Weg bescherte. Erst mit dem Bau der Wohnsiedlungen Ursenwang und Manzen in den 1950er Jahren rückte der Bahnhof in „Kundennähe“ und brachte schließlich auch die Umbenennung in „Göppingen-Schlat“.

## Gebäude

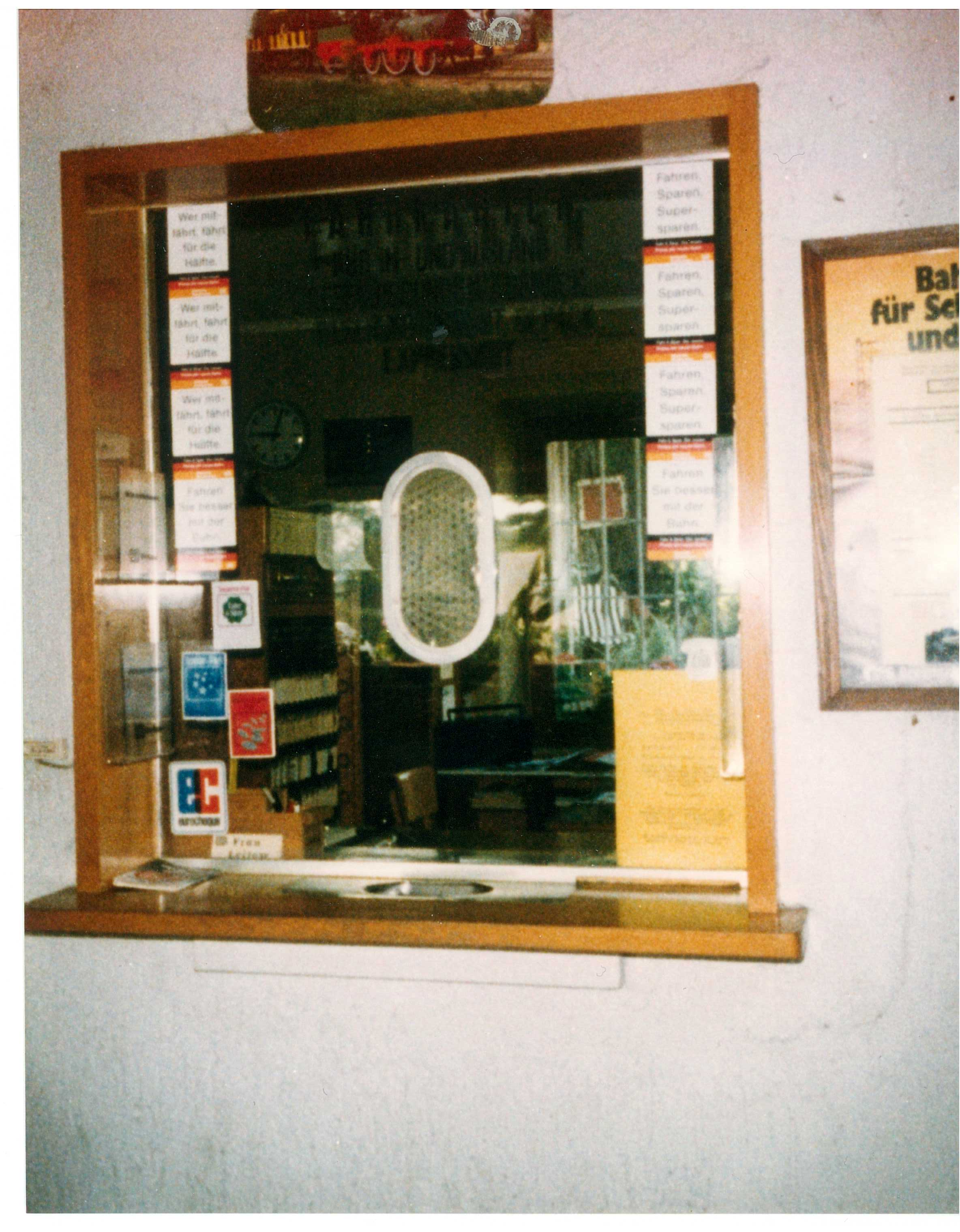
Schalter

Die Ausführung des Stationsgebäudes entsprach der allgemein üblichen Bahnarchitektur für Nebenbahnen der 1920er Jahre: ein massives, eingeschossiges Gebäude (heute privat genutzt) mit Warteraum und Schalter. Bis zuletzt wurden Edmondsonsche Fahrkarten (im Bild links ist der Fahrkartenschrank sichtbar) verkauft.
 Ein Güterschuppen war am Stationsgebäude angebaut. Bei der Errichtung wurde Jurament-Baustein aus den Steinbrüchen der Umgebung verwendet. Der Bahnhof wurden von einem Bahnagenten betreut.

## Gleisanlagen und Stellwerk

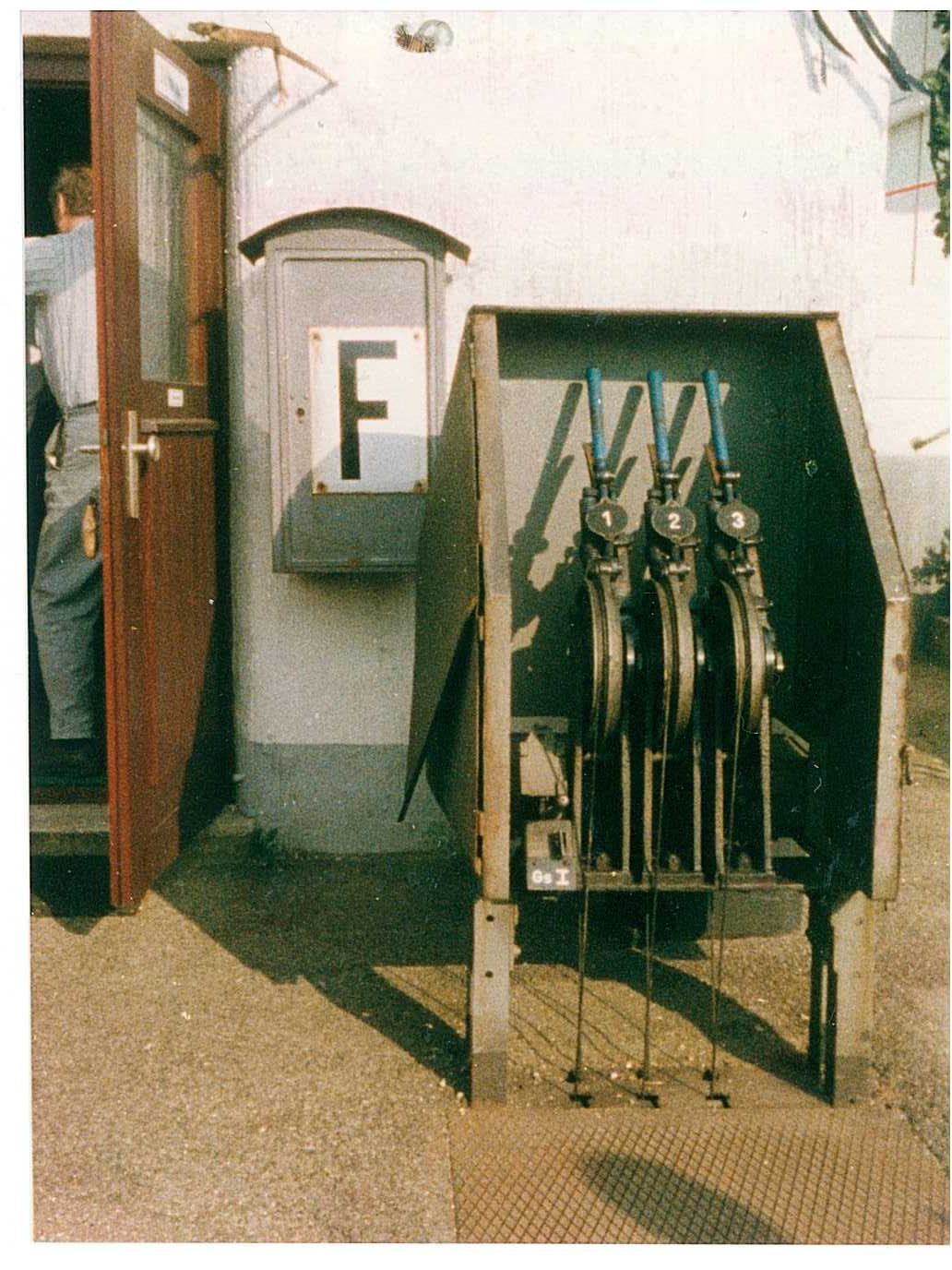
Stellwerk im Bahnhof Göppingen-Schlat

Der Bahnhof hatte einen Zwischenbahnsteig am durchgehenden Hauptgleis, ein Kreuzungsgleis mit einer Nutzlänge 230 Metern und mit dem Hausbahnsteig sowie ein Freiladegleis, welche noch vorhanden sind. 

1955 wurde ein mechanisches Stellwerk der Bauform Einheit mit Wechselstromblock in Betrieb genommen, mit welchem die drei Weichen gestellt wurden. Das Hebelwerk mit Wetterschutz befand sich vor dem Bahnhofsgebäude. Das Stellen der Weichen übernahmen die Zugführer der Züge. Das Stellwerk wurde 1990 außer Betrieb genommen.